# Młoda czarownica
Młoda czarownica (ang. Teen witch) – amerykańska komedia fantasy z 1989 roku.

## Treść
Louise jest niezauważalną przez nikogo nastolatką, uczennicą liceum. W dniu swoich szesnastych urodzin dowiaduje się od wróżki Madame Serene, że jest czarownicą. Zaczyna eksperymentować z czarami. Kiedy nabiera wprawy, sprawia, że staje się piękną dziewczyną. Bez problemu zdobywa serce najprzystojniejszego chłopaka - Brada, w którym od dawna jest zakochana. Z czasem jednak jej popularność staje się męcząca. Zaczyna marzyć o tym, by znowu być przeciętną dziewczyną, a przy okazji zatrzymać Brada.

## Obsada
- Robyn Lively - Louise Miller
- Dan Gauthier - Brad Power
- Joshua John Miller - Richie Miller
- Caren Kaye - Margaret Miller
- Dick Sargent - Frank Miller
- Lisa Fuller - Randa
- Mandy Ingber - Polly Goldenberg-Cohen
- Tina Caspary - Shawn
- Zelda Rubinstein - Madame Serena
- Shelley Berman - pan Weaver
- Marcia Wallace - pani Malloy
- Cindy Valentine - Shana the Rock Star